# Любче (Луцкий район)
Лю́бче (укр. Любче) — село в Копачовской сельской общине Луцкого района Волынской области Украины.
До 2020 года входило в Рожищенский район.
Код КОАТУУ — 0724583701. Население по переписи 2001 года составляет 744 человека. Почтовый индекс — 45142. Телефонный код — 3368. Занимает площадь 20,769 км².